# Alfred Bursche

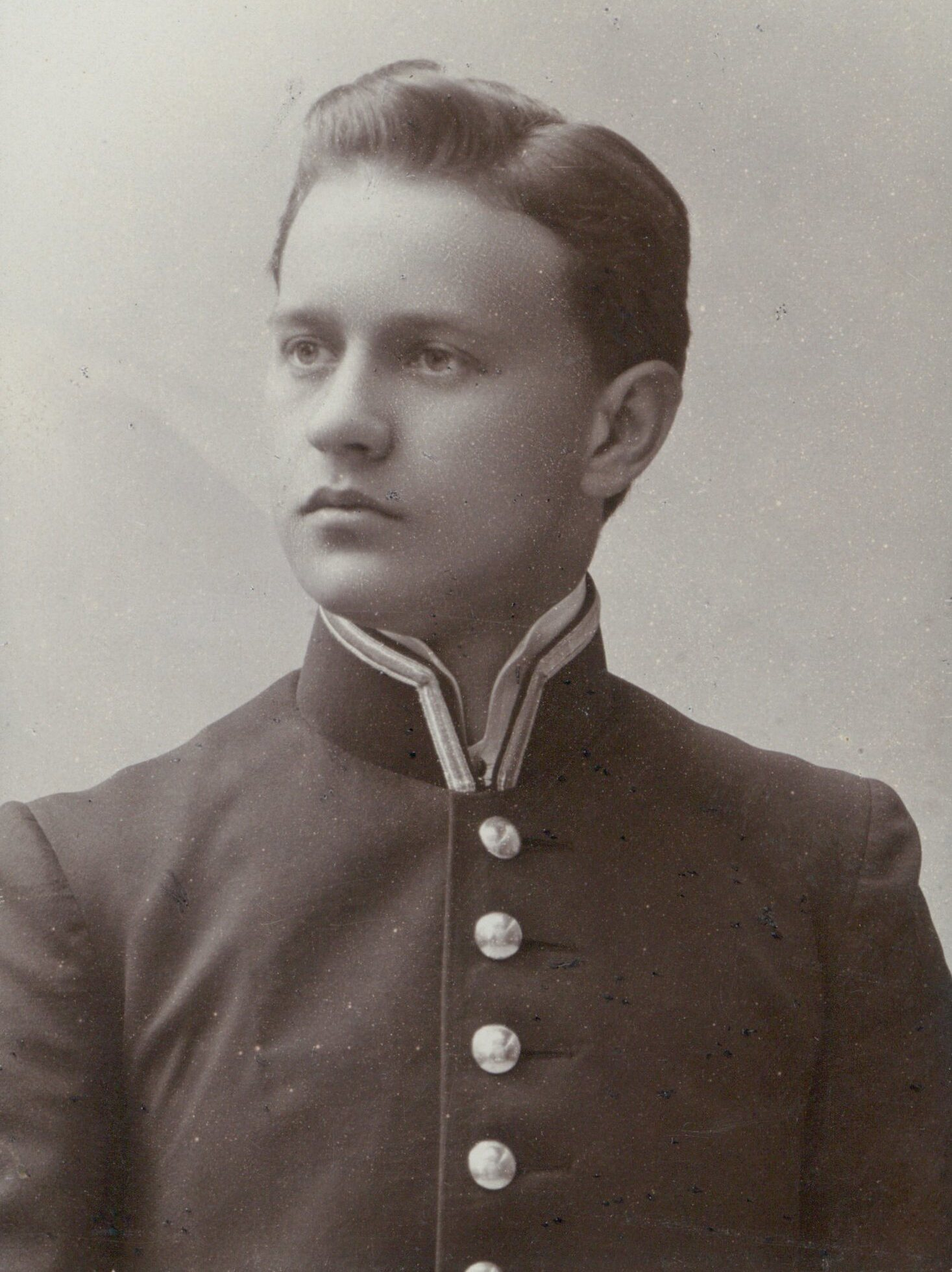
Alfred Bursche (um 1900)

Alfred Bursche (* 16. November 1883 in Zgierz; † 15. Januar 1942 im KZ Mauthausen-Gusen in Österreich) war ein polnischer Jurist und Opfer der nationalsozialistischen Verfolgung.
Alfred Bursche war ein Sohn von Ernst Wilhelm Bursche, dem evangelisch-augsburgischen Pfarrer in Zgierz und späteren Superintendenten in Płock, aus dessen zweiter Ehe mit Marie Mathilde, geb. Harmel. Er war Jurist und beteiligte sich aktiv am Leben der evangelischen Gemeinschaft in Warschau, war Mitglied des Warschauer Synodalausschusses und 1926 aktiver Teilnehmer des Kongresses aller evangelischen Organisationen in Wilna. Sein Sohn Jan wurde Ingenieur. Bursches Tochter Anna war von 1949 bis 1953 die polnische Meisterin im Eiskunstlauf der Damen. Alfred Bursche besaß eine Villa in Chyliczki, einem Vorort von Warschau, entworfen von seinem Bruder Theodor.
Kurz nach Beginn der deutschen Besetzung Polens wurden am 17. Oktober 1939 er und zwei seiner Brüder (der Warschauer Universitätsprofessor Edmund und der Architekt Theodor) von der Gestapo verhaftet und im KZ Sachsenhausen bei Oranienburg inhaftiert. Die Angehörigen der deutschstämmigen Familie Bursche wurden von der Gestapo mit besonderer Härte verfolgt, in Folge wurden drei weitere männliche Mitglieder der Familie von der Gestapo festgenommen. Später wurde Alfred Bursche in das KZ Mauthausen-Gusen verlegt, wo er im Steinbruch der Granitwerke Mauthausen eingesetzt wurde. Dort starb er im Alter von 59 Jahren. Fünf Mitglieder seiner Familie überlebten die KZ-Haft ebenfalls nicht. Der einzige den Krieg überlebende Familienangehörige, der Architekt Theodor Bursche († 1965), war in den Nachkriegsjahren beim Entwurf des Mauthausen-Mahnmals beteiligt.